# Ebru Soykan
Ebru Soykan (* um 1981; † 10. März 2009 in Istanbul) war eine türkische Bürgerrechtlerin, die sich für die Rechte Transgeschlechtlicher in der Türkei einsetzte und im Alter von 28 Jahren ermordet wurde.

## Leben
Soykan engagierte sich als führende Kraft der türkischen Interessenvertretung lesbischer, schwuler, bisexueller und transgeschlechtlicher Menschen, Lambda Istanbul, die aufgrund ihres Engagements immer wieder unter Druck von Behörden geriet. Stärker als in Europa ist Homosexualität in der Türkei tabuisiert und gesellschaftlich geächtet.
Soykan wurde 2009 erstochen. Zuvor hatte sie sich über Angriffe und Morddrohungen durch einen Mann bei den Behörden beschwert. Dieser Mann stand als Tatverdächtiger vor Gericht. Es handelte sich bereits um den zweiten Mord an einem Lambda-Mitglied binnen Jahresfrist.
Nach dem Tod Soykans forderte die Menschenrechtsorganisation Human Rights Watch die Türkei zu einem besseren Schutz Homosexueller auf. Es gäbe ein Klima der Gewalt.